# Pierre Hermé

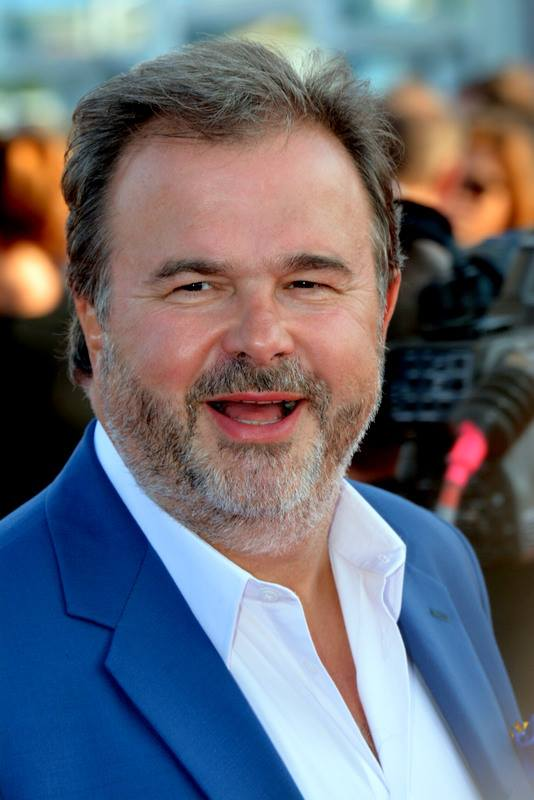
Pierre Hermé (2017)

Pierre Hermé (* 20. November 1961 in Colmar) ist ein französischer Konditor und Unternehmer. Hermé modernisierte nach Gaston Lenôtre ein weiteres Mal die Grundlagen der Patisserie. Er konzentriert sich auf die Feinheit, Intensität und Textur des Geschmacks, reduziert die Dekoration auf ein Minimum und verfeinert traditionelle Rezepte mit besseren Zutaten.

## Leben und Werk

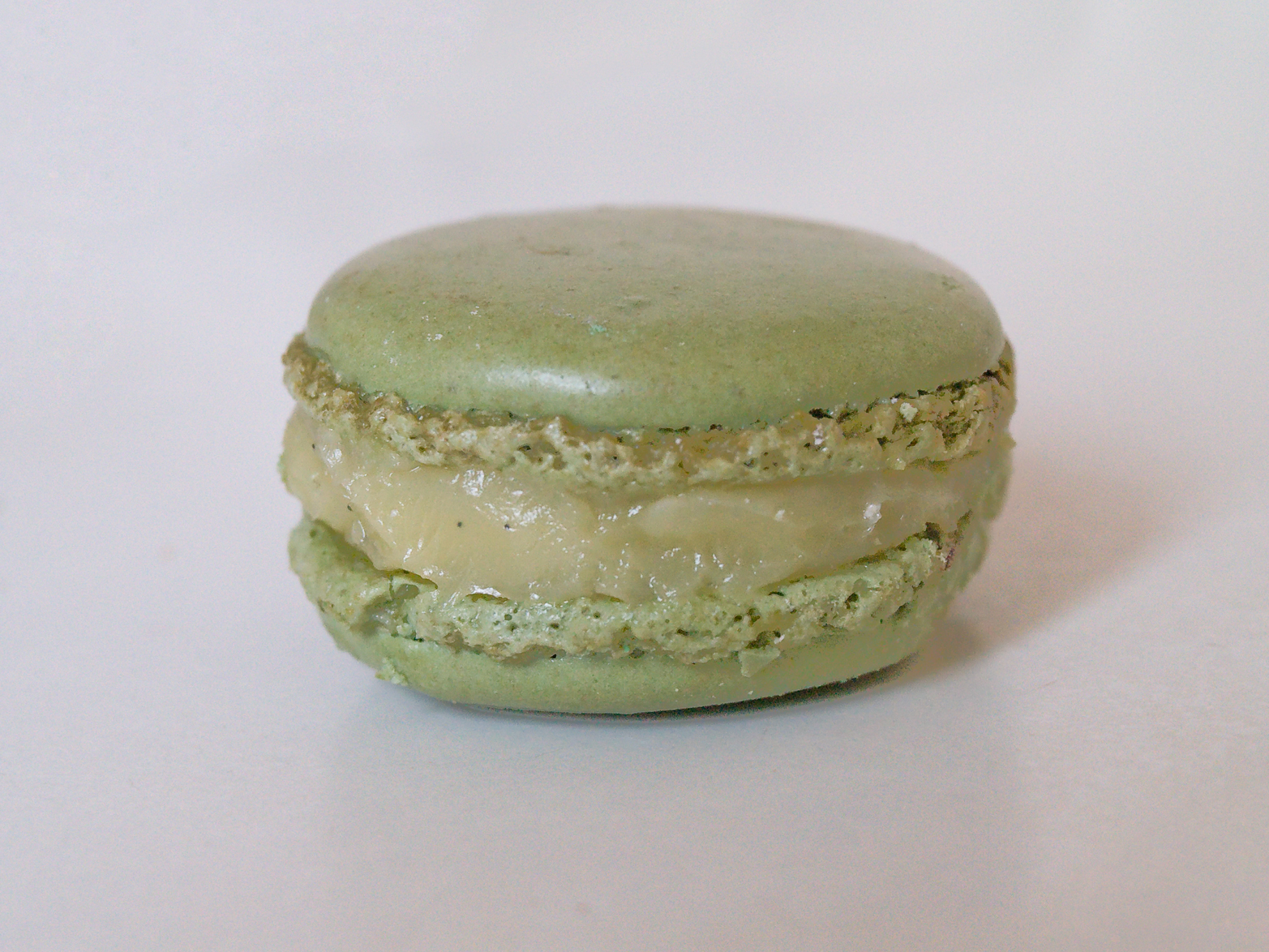
Macaron von Pierre Hermé, Füllcreme mit Olivenöl und Vanille

Pierre Hermé ist der Sohn des Pâtissiers Georges Hermé in Colmar; er ist Pâtissier in der vierten Generation seiner Familie. Seine Schulzeit verbrachte er in einem Internat der Maristen. Am Wochenende durfte er die Schule verlassen und verbrachte seine freie Zeit in der väterlichen Backstube. Im Alter von 14 Jahren bewarb er sich auf eine Stellenanzeige von Gaston Lenôtre in einer Zeitung und wurde angenommen. Dort lernte er sechs Jahre lang, mit 19 Jahren wurde er Lenôtres Souschef und Chef-Pâtissier der Lenôtre-Filiale in der Avenue Victor-Hugo in Paris. Es folgten Stationen im Ausland, so im New Carlton Hotel in Brüssel und im InterContinental Hotel Luxemburg, wo er eine Gruppe von 35 Konditoren leitete. 1985 wurde er der Chef-Pâtissier des Pariser Feinkosthändlers Fauchon. Er arbeitete elf Jahre lang bei Fauchon, dort kreierte er unter vielem anderen den dreieckigen und turmförmigen Schokoladenkuchen „La Cerise sur le Gâteau“ (≈ krönender Abschluss), der aus vier verschiedenen Texturen besteht: Praliné, Ganache, Schokoladensahne und -blätter. 1997 wechselte er als Berater zur Pâtissier-Gruppe Ladurée und machte sich 1998 selbständig.

### Unternehmensgründung

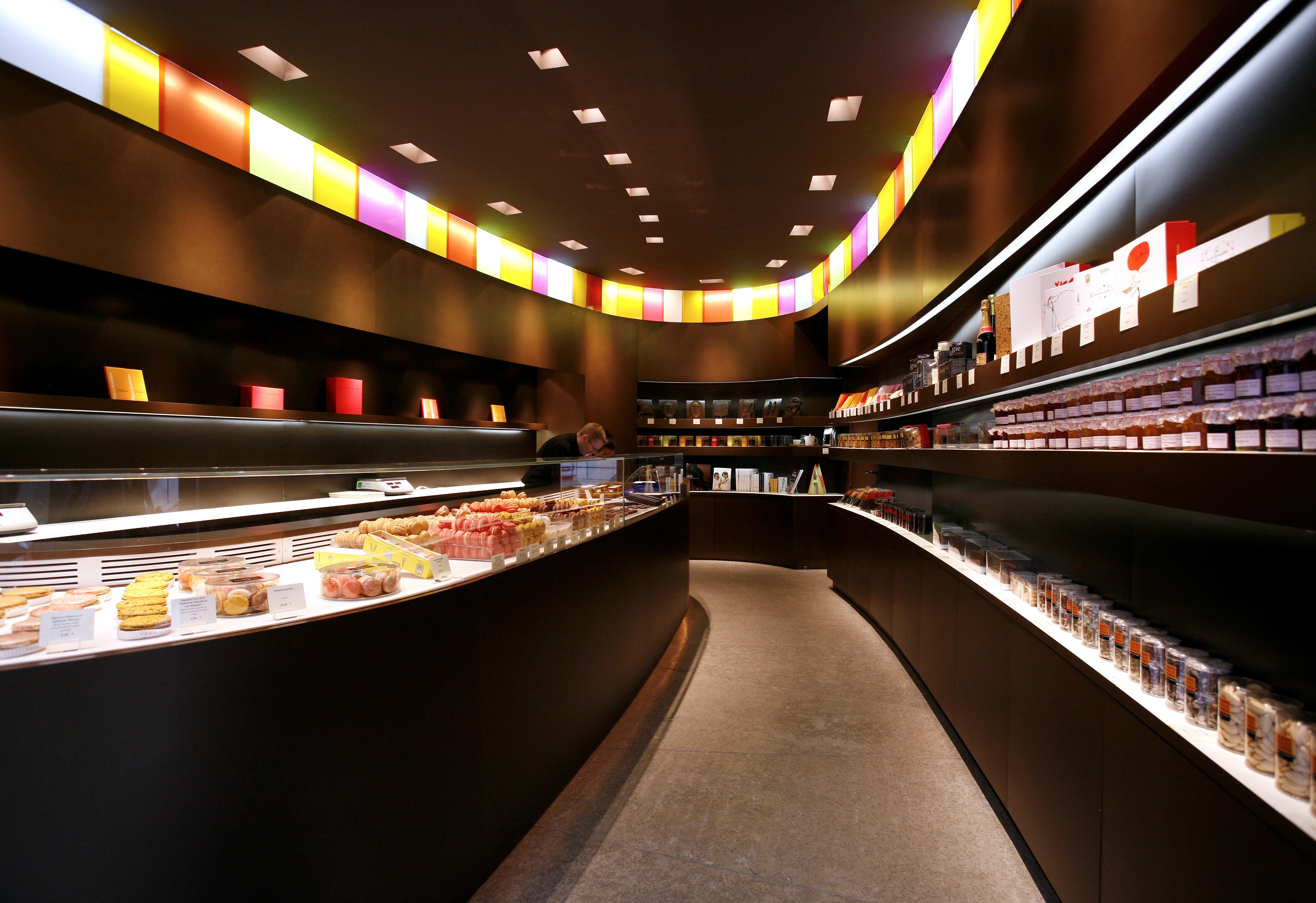
Boutique rue Cambon, Paris

1992 begegnete er der Journalistin und Restaurantberaterin Frédérick Ernestine Grasser, die vier Jahre später seine Frau wurde. Grasser schrieb zum großen Teil seine Backbücher, die mehrfach mit internationalen Preisen ausgezeichnet wurden. 1996 gründete er mit dem Werbefachmann und Gastronomiekritiker Charles Znaty und Michel Ferton sein Unternehmen «Socrepa» (Société de Créations Pâtissières Sarl), 2006 in «Pierre Hermé S.A.S.» umfirmiert. 1998 eröffnete er im Luxushotel New Otani in Tokio seine erste ausländische Filiale. Daraufhin folgte 2000 sein erster Teesalon in Ikspiari im Tokyo Disney Resort. 2001 eröffnete er seine erste eigene Pâtisserie in Paris an der rue Bonaparte 72 (6. Arrondissement), mittlerweile (Januar 2017) hat Hermé sechzehn Boutiquen in Frankreich (davon zwölf in Paris), vierzehn in Japan (davon zehn in Tokio), drei in London (Großbritannien) sowie in neun weiteren Ländern. Seine Filialen und Auslagen des Backwerks sind in der Art eines Juweliergeschäfts minimalistisch eingerichtet. Mit der Eröffnung einer Manufaktur im elsässischen Wittenheim bei Mülhausen im Oktober 2008, die seine Geschäfte mit Macarons und Schokoladen beliefert, stieg die Mitarbeiterzahl auf 300 im Jahre 2012. Die Groupe Pierre Hermé erzielte im Geschäftsjahr 2007 einen Umsatz von 15 Mio. Euro; Geschäftsführer der Gruppe ist Charles Znaty.
Während seiner Zeit als Chef-Pâtissier bei Fauchon führte er zweimal jährlich Präsentationen seiner neuesten Kreationen ein. Wie in der Modebranche lädt er bis heute zu Vorführungen seiner Frühling/Sommer- und Herbst/Winter-Kollektionen zu einem bestimmten Thema ein. Die Defilees finden an prominenten Orten wie dem Pariser Nachtclub Crazy Horse statt. Bis 2006 hatte er bereits tausend Rezepte erfunden. Seine Ideen für neue Rezepturen „finde er überall: in einem Gespräch, in einem neuen Produkt, in einem Text, in einem Geruch, in jeder Sinneserfahrung.“

### Macarons
Hermé gilt als Erneuerer des Macarons, das ihm immer zu süß geschmeckt hatte. In den 1980er-Jahren probierte er neue Rezepturen mit Limonen, Pistazien, gesalzener Karamelcreme und Mandarinen aus. Eine neue Idee ist das Erhitzen von Zuckersirup, der erst mit Eischnee und dann mit rohem Eiweiß verrührt wird nach Art der italienischen Meringe, wodurch eine größere Stabilität der Macaronböden erreicht wird. Von da an wurde das Macaron zum beliebtesten Feingebäck Frankreichs.

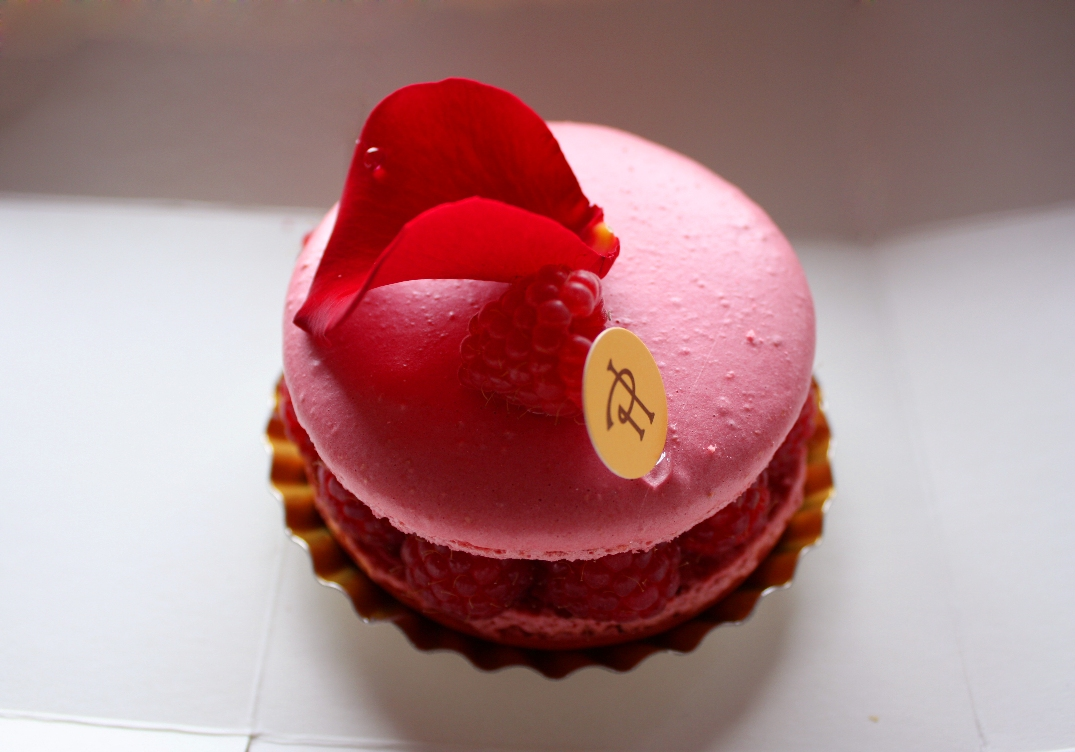
Macaron Ispahan

Zu seinen berühmtesten Kreationen zählt das Rosenmacaron in Tortenform Ispahan, gefüllt mit frischen Himbeeren und einer Crème von Litschis, Himbeeren und Rosenblättern. Ein rotes Krokantblatt mit Rosenaroma ziert als Rosenblatt dieses Macaron. Es ist eine Hommage an die Rosensorte Ispahan und die iranische Stadt Isfahan. Hermé erfand dieses Macaron anlässlich eines Empfangs, bei dem die Biographie der Schah-Witwe Farah Pahlavi präsentiert wurde, und probierte dafür mehrere Wochen lang die optimale Zusammensetzung der Zutaten aus. Nach der Präsentation rief sie ihn an, bedankte sich bei ihm und sagte, dass sie sich dabei an ihre iranische Vergangenheit zurückversetzt gefühlt hatte. Mittlerweile variierte er das Rezept auch zu einer Millefeuille (Cremeschnitte aus Blätterteig), Torte, Sorbet und zu einer Fruchtschnitte.
2005 initiierte Hermé den Jour du Macaron am 20. März, dem kalendarischen Frühlingsbeginn, der in Frankreich von vielen Pâtisserien festlich begangen wird. Ein Teil der Erlöse geht an sozial-karitative Projekte. Zunehmend beteiligen sich daran auch die Feinbäckereien anderer Länder, wie etwa die Feinkostabteilung der Galeries Lafayette in Berlin sowie einige pastry shops in kanadischen und US-amerikanischen Metropolen.

### Würdigungen
Hermé und seine Kreationen werden seit den 1990er-Jahren in Superlativen gerühmt. Im Guardian wurde Hermé als der „König der modernen Feinbäckerei“ (the king of modern pâtisserie) bezeichnet und L’Express nannte ihn den Paganini der Desserts. Besonders enthusiastisch äußerte sich der US-amerikanische Gastronomiekritiker Jeffrey Steingarten, Hermé sei ein „Picasso der Pâtisserie“ (Picasso of pastry) und verglich das Nachbacken von Hermés Schokoladenrezepten mit einem Schauspielunterricht bei Laurence Olivier und Malstunden bei Matisse.

### Weitere Aktivitäten
Hermé lehrte an der Fachhochschule der hohen französischen Kochkunst École Grégoire-Ferrandi und hatte dort von 2004 bis 2009 das «Atelier Pierre Hermé de formation à la Haute Pâtisserie» zur beruflichen Weiterbildung in Kursform eingerichtet. Heute (2012) ist er Mitglied im Beirat der Fachhochschule. Er ist Botschafter beim Culinary Institute of America und Berater der US-amerikanischen Feinkostkette Wegmans Food Market, in Frankreich ist Hermé Mitglied der «Académie Culinaire» und anderer kulinarischer Vereinigungen. Hermé ist außerdem Juror beim alljährlichen Wettbewerb des Meilleur Ouvrier de France (M.O.F.), der angesehensten Auszeichnung im Berufsfeld der Pâtisserie.

### Privatleben
Nach seiner Ehe mit Frédérick Ernestine Grasser (* 1943) heiratete er die Wiener Designerin für Mode-Accessoires Barbara Rihl in den 2000er-Jahren. Rihl brachte einen Sohn und eine Tochter mit in die Ehe. Barbara Rihl entwarf für das Unternehmen ihres Mannes die Einkaufstaschen für das Feingebäck.
Im April 2013 lernte Hermé bei einer kulinarischen Messe auf Korsika die Organisatorin Valérie Franceschi kennen. Bei ihrem ersten Händedruck fühlten beide zugleich eine Art elektrischen Schlag und den spontanen Wunsch, den Rest ihres Lebens gemeinsam miteinander zu verbringen. Franceschi ist eine Gymnasiallehrerin für Englisch, Beigeordnete des Bürgermeisters von Aléria auf Korsika sowie Abgeordnete (conseillère territoriale) des korsischen Regionalparlaments (Assemblée de Corse).

## Auszeichnungen
- 1996: «Pâtissier de l’année» (Konditor des Jahres)
- 1999: Chevalier des Arts et des Lettres[33]
- 2005: Offizier des Ordre National du Mérite agricole
- 2007: Ritter der Ehrenlegion[34]
- 2016: The World’s Best Pastry Chef 2016 (der beste Konditor der Welt) von The World’s 50 Best Restaurants[35]

## Publikationen
- Secrets Gourmands. Larousse, 1993 (ausgezeichnet mit der Médaille d’or von der «Académie du chocolat»)
 In dieser Ausgabe ist das Rezept seines berühmt gewordenen Kuchens „La Cerise sur le Gâteau“.
- La Pâtisserie de Pierre Hermé. Montagud Editores, Spanien, 1994
- Co-Autor, Larousse Gastronomique, 1996
- Le Larousse des Desserts. Larousse, 1997
- Plaisirs Sucrés. Hachette, 1997
- Desserts by Pierre Hermé. Little & Brown, United States, 1998 (erhielt 1999 den IACP Cookbook Award)
- Desserts à la carte. Hachette, 2000
- Secrets Gourmands. Noésis, 2000
- Chocolate Desserts by Pierre Hermé. Little & Brown and Co., Boston 2001, ISBN 0-316-35741-3, (englisch).
- Plaisirs Sucrés. nouvelle édition. Hachette, 2002
- Mes Desserts au Chocolat. Agnès Viénot Éditions, 2002
- Mes Desserts Préférés. Agnès Viénot Éditions, 2003
- Die Pâtisserie von Pierre Hermé. Matthaes, Stuttgart 2004, ISBN 978-3-87516-340-7 (deutsch).
- Le Larousse du Chocolat. Larousse, 2005
- Co-Autor, The Cook’s Book. Dorling Kindersley, London 2005, ISBN 978-1-4053-0337-8, 648 S.
- ph 10. Agnès Viénot Éditions, 2005, ISBN 2-914645-72-4
- Gourmandises. Agnès Viénot Éditions, 2006
- Comme un chef. Larousse, 2006
- Le Larousse des desserts. Larousse, 2006
- Confidences Sucrées. Agnès Viénot Éditions, 2007
- Larousse Schokolade: 380 Rezepte. Christian, München 2007, ISBN 978-3-88472-741-6, gebunden (deutsch).
- Macaron. Agnès Viénot Éditions, 2008, 208 S., ISBN 978-2-35326-035-5
Macarons. Fotografien von Bernhard Winkelmann. Grub Street Cookery, London 2011, ISBN 978-1-908117-23-6, 208 S. (englisch).
- Carrement Chocolat. Agnès Viénot Éditions, 2009, ISBN 978-2-35326-058-4.
- Infiniment. Agnès Viénot Éditions, 2010, ISBN 978-2-35326-086-7.
- Le Larousse des desserts. Recettes, Techniques & Tours de Mai. Hachette, Paris 2011, ISBN 978-2-03-586938-8, 463 S.
- Best of Pierre Hermé. Alain Ducasse Édition, 2011, ISBN 978-2-84123-350-2, (französisch).
- Pierre Hermé et moi, mit Soledad Bravi. Édition Marabout, 2014, ISBN 978-2-501-09438-2, (französisch).

## Film
- Kings of Pastry. Dokumentarfilm, USA, Frankreich, 2009, 87 Min., Regie: Chris Hegedus, D. A. Pennebaker, Filmseite.
 Hermé begutachtet hier beim alljährlichen Wettbewerb Meilleur Ouvrier de France (M.O.F.) die Pâtisserien seiner Kollegen.